# 汪翁綬
汪翁綬（1379年—？），字文若，浙江湖州府烏程縣人，民籍，明朝政治人物。同進士出身。

## 生平
一作翁綬，府學生，建文元年（1399年）己卯科浙江鄉試第三十九名舉人。建文二年（1400年）庚辰科會試第四十七名，殿試登進士三甲。

## 家族
曾祖汪良、祖父汪祥，父汪誠。